# لی هو جونگ
این یک نام کره‌ای است؛ نام خانوادگی لی است.
لی هو جونگ (کره‌ای: 이호정؛ زادهٔ ۲۰ ژانویه ۱۹۹۷) بازیگر و مدل اهل کره جنوبی است. او بیشتر به خاطر ایفای نقش در با وجود اینکه می‌دانم، بذار معرفی کنم و شب روشن شناخته می‌شود. او همچنین در فیلم‌های دونده‌های نیمه‌شب و نبرد جنگساری نیز حضور پیدا کرده‌است.

## فیلم‌شناسی

### فیلم
| سال  | عنوان           | عنوان                 | نقش          | توضیحات  | منابع         |
| سال  | فارسی           | کره‌ای                 | نقش          | توضیحات  | منابع         |
| ---- | --------------- | --------------------- | ------------ | -------- | ------------- |
| ۲۰۱۷ | دونده‌های نیمه‌شب | 청년경                | لی یون جونگ  | نقش مکمل | [ ۸ ]         |
| ۲۰۱۹ | نبرد جنگساری    | 장사리: 잊혀진 영웅들 | مون جونگ نیو | نقش مکمل | [ ۹ ]         |
| ۲۰۲۰ | تغییرناپذیر     | 얼굴없는 보스         | شین می یونگ  | نقش مکمل | [ ۱۰ ]        |
| ۲۰۲۱ | گروگان          | 인질                  | ست بیول      | نقش مکمل | [ ۱۱ ] [ ۱۲ ] |